# کوجارلی
کوجارلی (به لاتین: Kodzharly) منطقه‌ای مسکونی در جمهوری آذربایجان است که در شهرستان یولاخ واقع شده است.